# Thlaspi cilicicum
Thlaspi cilicicum är en korsblommig växtart som först beskrevs av Pierre Edmond Boissier, och fick sitt nu gällande namn av August von Hayek. Thlaspi cilicicum ingår i släktet skärvfrön, och familjen korsblommiga växter. Inga underarter finns listade i Catalogue of Life.